# Prepona psacon
Prepona psacon är en fjärilsart som beskrevs av Hans Fruhstorfer 1916. Prepona psacon ingår i släktet Prepona och familjen praktfjärilar. Inga underarter finns listade i Catalogue of Life.